# 郭馬
郭 馬（かく ば、生没年不詳）は、中国三国時代の呉の武将。

## 経歴
当時、合浦太守修允の部曲の督（部隊長）だった。部曲は武将の私兵的存在であり、代々修允の家に従っていた。修允は始安太守に転じたが、病気のため郭馬に先遣隊として五百の兵を与え、非漢民族を慰撫させた。
天紀3年（279年）、修允が病死すると、兵達は他の武将に分割されることになった。しかし郭馬達は分割を嫌がったという。丁度その頃、孫晧は徴税のために広州で戸籍の実数調査を行おうとした。同年夏、郭馬は何典・王族・呉述・殷興らと反乱を起こし、広州督の虞授、南海太守劉略を攻め殺し、広州刺史の徐旗を追い払い、他に王蕃の弟で広州に流刑になっていた王著・王延も殺した。また都督交広二州諸軍事・安南将軍を自称し、殷興を広州刺史に、呉述を南海太守に勝手に任命した。さらに何典は蒼梧郡に、王族は始興郡へ侵攻した。
呉は滕脩に鎮圧を命じ、陶璜・陶濬兄弟を援軍に派遣したが、鎮圧できないまま11月に西晋の侵攻を受けた。その結果、呉は反乱鎮圧どころではなくなり、翌年（280年）西晋に降伏することとなった（呉の滅亡）。
郭馬のその後は不詳であり、西晋に採り立てられたのか、それ以前に死去したのかも不明である。
西晋の陸機は『弁亡論』で、西晋の呉征服戦である「太康の役」と、郭馬の反乱を指す「広州の乱」を、呉滅亡の直接の原因として挙げている。
小説『三国志演義』には登場しない。